# 뉴 노멀 (드라마)
뉴 노멀(The New Normal)는 2012년 9월 10일부터 2013년 4월 2일까지 NBC에서 방영중인 시트콤이다.

## 캐스트
- 저스틴 바사 - David Murray
- 앤드루 래널스 - Bryan Collins
- 조지아 킹 - Goldie Clemmons
- 베베 우드 - Shania Clemmons
- 니니 리크스 - Rocky
- 제이슨 블레어 - Clay Clemmons
- 엘런 바킨 - Jane Forrest